# Toshirō Mayuzumi

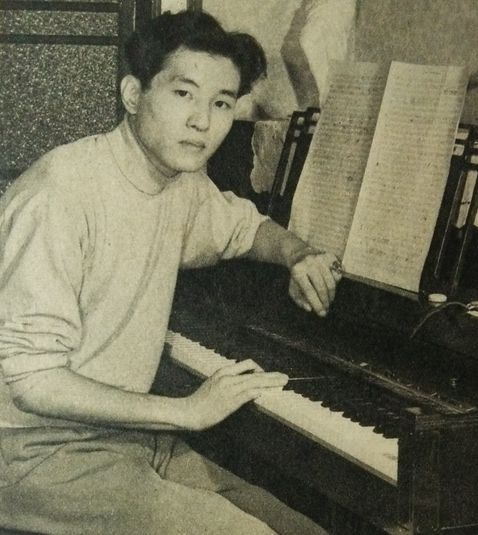
Toshiro Mayuzumi, 1952

Toshirō Mayuzumi (japanisch 黛 敏郎, Mayuzumi Toshirō; * 20. Februar 1929 in Yokohama, Japan; † 10. April 1997 in Kawasaki, Japan) war ein japanischer Komponist.

## Leben und Werk
Mayuzumi, 1929 in Yokohama geboren, absolvierte sein Studium von 1945 bis 1951 an der Tokyo National University of Fine Arts and Music bei Tomojiro Ikenouchi (1906–1991) und Akira Ifukube (1914–2006). 1951 graduierte er. Bereits als Student bezeichnete er sich selbst als einen experimentellen und abenteuersuchenden Komponisten. Manchmal komponierte er im traditionellen Stil der späten Romantiker, manchmal experimentierte er mit Jazz-Rhythmen und ein anderes Mal versuchte er sich in der Implementation von indischer und balinesischer Musik. Mit dem Werk Sphenogrammes in diesem Idiom verschuf er sich internationale Reputation, als es während des ISCM Festivals 1951 aufgeführt wurde.
Im gleichen Jahr (1951) ging er nach Paris und vervollständigte seine Studien am Conservatoire Superieur de Paris bei Tony Aubin. Ferner machte er sich in Paris vertraut mit den neuen musikalischen Entwicklungen in den Werken von Olivier Messiaen und Pierre Boulez sowie mit der Musique concrète. 1953 zurückgekehrt nach Tokio gründete er gemeinsam mit Ikuma Dan sowie Yasushi Akutagawa den Sannin no Kai („Gruppe der Drei“).
Ständig experimentierte er mit neuen Ideen und Techniken in seinen eigenen Werken. Sein X, Y, Z war 1955 das erste japanische Beispiel der Musique concréte und sein Shusaku I ebenfalls 1955 die erste japanische synthetisch-elektronische Musik. Er arbeitete ferner mit präparierten Klavieren, Zwölftontechnik, seriellen und aleatorischen Methoden. Auch mit Neuschöpfungen und – in bestimmten Klangkörpern – eher ungewöhnlichen Instrumenten, wie Clavioline, elektrische Gitarre und andere Instrumente und selbst mit den instrumentalen Zusammensetzungen experimentierte er.
1958 betrat er mit Nehan kokyokyoku – "Nirvana Symphony" musikalisches Neuland. Besessen von dem Klang der buddhistischen Tempel-Glocken analysierte er die sonoren Töne akustisch und versuchte eine weitgehende Reproduktion hinsichtlich der Tonqualität, dem Volumen und dem Gebrauch von Raumeindrücken in seinem Werk. Das Resultat war der Gewinn des Otaka-Preises im alljährlich stattfindenden Kompositions-Wettbewerb im Jahre 1958.
Er war u. a. auch im elektronischen Studio des japanischen Rundfunks tätig. In Japan bemühte er sich mit der Gruppe Ars Nova Japonica um die Verbreitung der Neuen Musik.

## Werke

### Werke für Orchester
- 1950 Symphonic Mood
- 1951 Sphenogrammes
- 1953 Bacchanale - Kyoen
- 1956 Pieces for Prepared Piano and Strings
  1. Prologue
  2. Interlude
  3. Finale
- 1958 Nehan kokyokyoku - "Nirvana Symphony" Buddhistische Kantate für Männerchor und großes Orchester
  1. Campanology I
  2. Suramgamah
  3. Campanology II
  4. Mahaprajnaparamita
  5. Campanology III
  6. Finale
- 1959–1960 Mandala Symphony
  1. Mandala Vajra-dhatu (The Diamond World)
  2. Mandala Garbha-dhatu (The Matrix World)
- Concertino for Xylophone and Orchestra
- 1962 Bugaku (Court Dance Music) (Ballet) for Orchestra
- 1963 Essay for string orchestra
- 1964 Olympic Campanology
- 1971 Symphonic Poem "Tateyama"
- 1984 The Kabuki for Orchestra, Joruri (narrative) Shamisen, Sangen and Shakuhachi
- 1989 Perpetuum Mobile
- 1991 The World Prayers für Orchester und Tonband
- 1992 Rhapsody for the 21st Century
- Geka (Pratidesana) Buddhistische Kantate
- Ektoplasm
- Samsara Symphonisches Gedicht

### Werke für Blasorchester
- 1966 Concerto for Percussion and Wind Orchestra
- Concerto for Trampoline and Wind Orchestra
- Fireworks
- Music with Sculpture
- Noah's Ark from Film "THE BIBLE"
- Texture
- The Ritual Overture for Wind Orchestra
- Theme from Film "THE BIBLE"
- Tone Pleromas 55

### Chormusik
- Sange für Männerchor

### Bühnenwerke
- 1976 Kinkakuji (Der Tempelbrand) Oper - Berlin
- 1996 Kojiki Oper - Linz, Österreich

### Kammermusik
- 1946 Violin Sonate
- 1948 Divertimento for ten instruments
- 1961 Metamusic for Piano, Violin, Saxophone and Conductor
- 1961 Prelude for String Quartet
- 1989 Rokudan for harp
- Bunraku für Violoncello Solo

### Klaviermusik
- 1966 Campanology by multipiano
- Hors d'oeuvre for piano
- Dance of Golden Branch from "Kaguyahime"

### Elektronische Musik
- 1953 X, Y, Z
- 1954 Music for Sine Wave by Proportion of Prime Number
- 1954 Music for Modulated Wave by Proportion of Prime Number
- 1954 Invention for Square Wave and Saw-tooth Wave
- 1955 Shusaku I
- 1956 Variations on numerical principle of 7
- 1969 MANDARA with source of Voice and Electric sound
- Akasen-chitai "Red District" Musik zu einem Film

### Filmmusik
- 1956 Masako - Onna no issho
- 1956 Straße der Schande - Akasen chitai
- 1958 Tempel zur Goldenen Halle
- 1959 Christus in Bronze - Seido no Kirisuto
- 1959 Guten Morgen - Ohayo
- 1959 Mädchen der Ginza - Onna ga kaidau o agarutoki
- 1959 Strategie eines Mörders - Yaju shisubeshi
- 1960 Schweine, Geishas und Matrosen
- 1961 Herbst der Familie Kohayagawa - Kohayagawa-ke no aki
- 1963 Bushido - Sie lieben und sie töten
- 1963–1964 Verbotene Leidenschaft - Akai satsui
- 1964 Das Insektenweib - Nippon konchuki
- 1964 Liebe des Mädchens Kiyono - Shuen
- 1964 Tokyo Olympic 1964
- 1966: Die Bibel (The Bible: In the Beginning…)
- 1966 Spiegelbild im goldenen Auge
- 1966 Jinruigaku nyumon
- 1968 Mr. Kugelblitz schlägt zu
- 1969 Brief an den Kreml
- 1970 Brandung - Shiosai
- 1993 Tanz am Abgrund
- 1995 Das Kloster

### Traditionelle japanische Musik
- 1958 A hun for three no instruments
- 1970 Showa Tenpyo-raku